# روي ماربل
روي ماربل (بالإنجليزية: Roy Marble)‏ مواليد 13 ديسمبر 1966 في فلينت - الوفاة 11 سبتمبر 2015، كان لاعب كرة سلة أمريكي. بدأ مسيرته الاحترافية في سنة 1989. تم اختياره من قبل فريق أتلانتا هوكس خلال الدرافت. حمل الرقم 23. بلغ طوله 6 قدم 6 بوصة (2.0 م). اعتزل اللعب في 1995.

## روابط خارجية
- روي ماربل على موقع إن بي أي (الإنجليزية)
- روي ماربل على موقع سبورتس رفرنس (الإنجليزية)
- روي ماربل على موقع كلية كرة السلة في سبورتس رفرنس.كوم (الإنجليزية)
- روي ماربل على موقع ريلجم (الإنجليزية)
- روي ماربل على موقع بروبوليرز (الإنجليزية)